# (If You're Wondering If I Want You To) I Want You To
(If You Are Wondering If I Want You To) I Want You To è il primo singolo estratto dal settimo album degli Weezer, Raditude pubblicato nel 2009. Il brano è stato scritto da Rivers Cuomo e Butch Walker e prodotto da quest'ultimo.

## Tracce
Promo - CD-Single DGC / Interscope WTOCDP1 (UMG)
1. (If You're Wondering If I Want You To) I Want You To - 3:28

7" Picture Disc
1. (If You're Wondering If I Want You to) I Want You to – 3:28
2. Should I Stay or Should I Go? (live) – 3:07

## Formazione
- Rivers Cuomo- voce e chitarra
- Brian Bell - chitarra
- Scott Shriner - basso
- Patrick Wilson - batteria